# Paula Kelly
Pour les articles homonymes, voir Kelly.
Paula Kelly est une actrice, chanteuse, danseuse et chorégraphe américaine, née le 21 octobre 1942 à Jacksonville en Floride et morte le 8 février 2020 à Whittier en Californie.

## Biographie

### Jeunesse et formation
Paula Alma Kelly est née le 21 octobre 1942 à Jacksonville en Floride aux États-Unis. Elle grandit à Harlem, après ses études secondaires à la Fiorello H. LaGuardia High School of Music & Art and Performing Arts elle entre à la Juilliard School of Music, où elle étudie la chorégraphie sous la direction de Martha Hill (en), elle en sort avec un Master of fine Arts (mastère 2).
Paula Kelly fait ses débuts de danseuse dans les compagnies de ballet d'Alvin Ayley et de Martha Graham.

### Carrière
Paula Kelly entame sa carrière d'actrice et de danseuse sur la scène de Broadway, où elle débute en 1964, dans la comédie musicale Something More! (en) (musique de Sammy Fain, avec Barbara Cook, Ronny Graham et Arthur Hill). Suit la pièce de Laird Koenig The Dozens en 1969 (avec Morgan Freeman), avant deux autres en 1970 et 1971.
Hors Broadway, elle contribue notamment en 1967 à la création londonienne de la comédie musicale Sweet Charity (en) (musique de Cy Coleman), avec Juliet Prowse dans le rôle principal. Une autre de ses comédies musicales notables est Pippin (musique et lyrics de Stephen Schwartz), représentée en tournée américaine courant 1978.
Au cinéma, Paula Kelly apparaît dans quinze films américains. Le premier est Sweet Charity de Bob Fosse (avec Shirley MacLaine dans le rôle principal), adaptation de la comédie musicale éponyme précitée, sortie en 1969, où elle reprend le rôle d'Hélène qu'elle tenait à Londres. Parmi ses quatorze autres films (le dernier sorti en 1995), citons Soleil vert de Richard Fleischer (1973, avec Charlton Heston), Les Durs de Duccio Tessari (coproduction franco-italo-américaine, 1974, avec Lino Ventura et Isaac Hayes), et Bank Robber de Nick Mead (1993, avec Patrick Dempsey).
Pour la télévision, Paula Kelly collabore entre 1968 et 1999 à trente-et-une séries, dont Sergent Anderson (trois épisodes, 1975-1977), Les Rues de San Francisco (deux épisodes, 1976) et le feuilleton Santa Barbara (vingt-quatre épisodes, 1984-1985). S'y ajoutent quatre téléfilms, dont Uncle Tom's Cabin de Stan Lathan (1987, avec Avery Brooks).

### Décès
Paula Kelly meurt d'une insuffisance cardiaque le 8 février 2020 à Whittier en Californie aux États-Unis,,.

### Vie privée
Le 15 septembre 1985, Paula Kelly épouse le réalisateur britannique Don Chaffey, elle devient veuve à sa mort en 1990,.

## Théâtre

### Broadway (intégrale)
- 1964 : Something More!, comédie musicale, musique de Sammy Fain, lyrics de Marilyn et Alan Bergman, livret de Nate Monaster, mise en scène de Jule Styne : Mme Veloz
- 1969 : The Dozens, pièce de Laird Koenig : Via Hillman
- 1970-1971 : Paul Sills' Story Theatre, pièce, adaptation (et mise en scène) par Paul Sills des contes de Grimm : rôle non-spécifié
- 1971 : Les Métamorphoses d'Ovide (Ovid's Metamorphoses), pièce, adaptation (et mise en scène) par Paul Sills des Métamorphoses d'Ovide : rôle non-spécifié

### Autres scènes (sélection)
(comédies musicales, aux États-Unis, sauf mention contraire)
- 1967 : Sweet Charity, musique de Cy Coleman, lyrics de Dorothy Fields, livret de Neil Simon, d'après le scénario du film Les Nuits de Cabiria (1957) de Federico Fellini, mise en scène et chorégraphie originales de Bob Fosse : Hélène (Londres)
- 1969 : Your Own Thing, musique et lyrics d'Hal Hester et Danny Apolinar, livret de Donald Driver : Olivia (tournée)
- 1972 : Don't Bother Me, I Can't Cope, musique et lyrics de Micki Grant, livret de Vinnette Carroll : rôle non-spécifié (Los Angeles)
- 1977 : Bubbling Brown Sugar, musique et lyrics de divers (dont Duke Ellington et Count Basie), livret de Loften Mitchell, sur une idée de Rosetta LeNoire : rôle non-spécifié (revue, Miami)
- 1978 : Pippin, musique et lyrics de Stephen Schwartz, livret de Roger O. Hirson, mise en scène et chorégraphie de Bob Fosse : L'actrice de premier plan (tournée)
- 1978 : Alice, musique et lyrics de Micki Grant, livret de Vinnette Carroll, d'après Les Aventures d'Alice au pays des merveilles de Lewis Carroll : Regina (la reine noire) (Philadelphie)
- 1982 : Sophisticated Ladies, musique et lyrics de Duke Ellington : rôle non-spécifié (revue ; tournée)

## Filmographie

### Cinéma (intégrale)

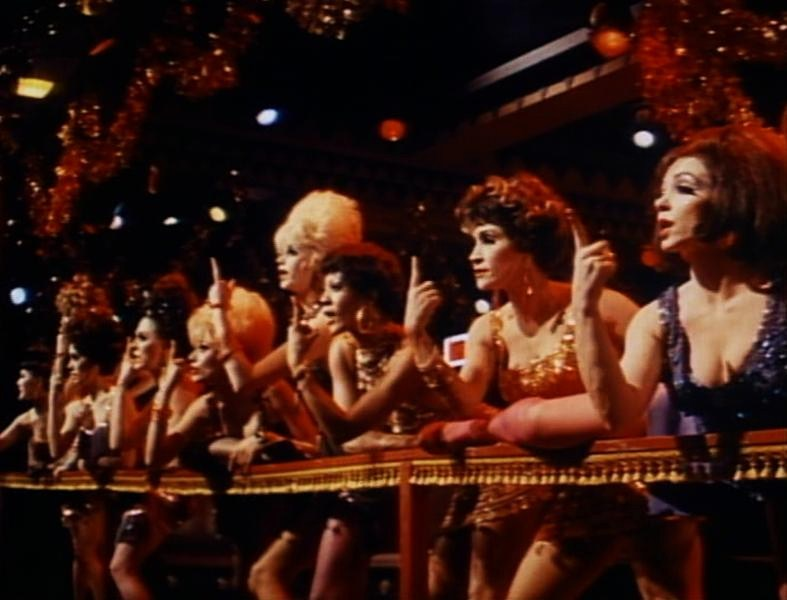
Paula Kelly (au centre) avec Chita Rivera à sa gauche, dans Sweet Charity (1969).

(films américains, sauf mention complémentaire)
- 1969 : Sweet Charity de Bob Fosse : Hélène
- 1971 : Le Mystère Andromède (The Andromeda Strain) de Robert Wise : Karen Anson
- 1972 : Touche pas aux diams (Cool Breeze) de Barry Pollack : Martha Harris
- 1972 : Fureur noire (Trouble Man) d'Ivan Dixon : Cléo
- 1972 : Top of the Heap (en) de Christopher St. John : Black Chick
- 1973 : Soleil vert (Soylent Green) de Richard Fleischer : Martha
- 1973 : Notre agent de Harlem (The Spook Who Sat by the Door) d'Ivan Dixon : Dahomey Queen
- 1974 : Uptown Saturday Night (en) de Sidney Poitier : Leggy Peggy
- 1974 : Les Durs (Uomini duri) de Duccio Tessari (film franco-italo-américain) : Fay
- 1974 : Lost in the Stars de Daniel Mann : Rose
- 1976 : L'Enfer des mandingos (Drum) de Steve Carver : Rachel
- 1986 : Jo Jo Dancer, Your Life Is Calling (en) de Richard Pryor : Satin Doll
- 1993 : Bank Robber de Nick Mead : la mère
- 1994 : Drop Squad de David C. Johnson : Tante Tilly
- 1995 : Once Upon a Time... When We Were Colored de Tim Reid : Ma Pearl

### Télévision (sélection)
(séries, sauf mention contraire)
- 1975 : Cannon

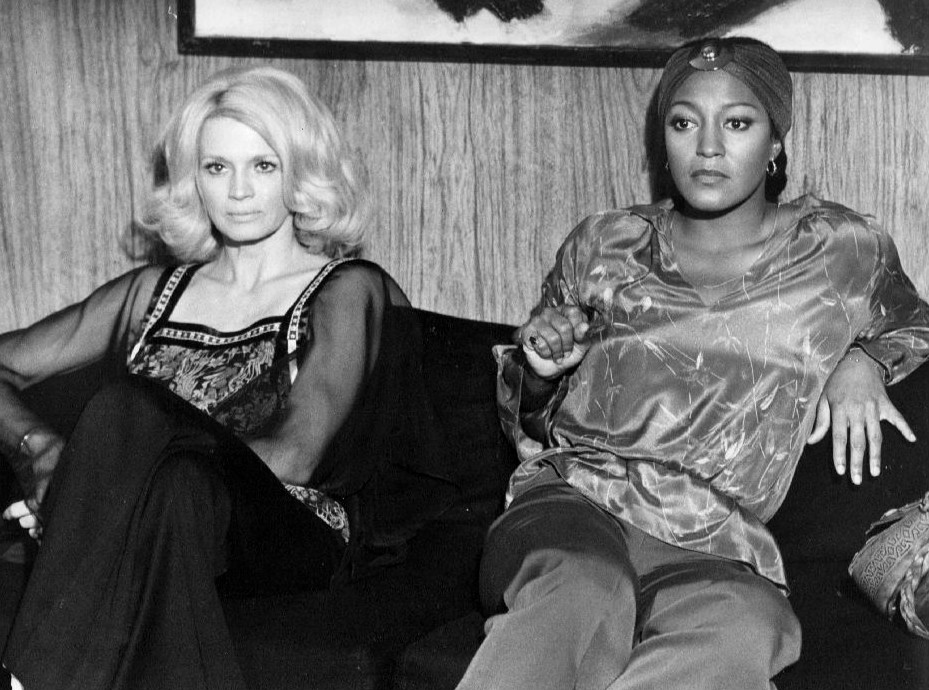
Paula Kelly avec Angie Dickinson dans Sergent Anderson (épisode Once a Snitch, 1977).

  - Saison 5, épisode 11 La Marche nuptiale (Wedding March) de Leo Penn : Cora Bloom
- 1975-1977 : Sergent Anderson (Police Woman)
  - Saison 1, épisode 20 La Compagnie (The Company, 1975) d'Alvin Ganzer : Linda Summers
  - Saison 2, épisode 19 Wednesdays Child (1976) de Barry Shear : Linda Summers
  - Saison 3, épisode 14 Once a Snitch (1977) d'Alvin Ganzer : Linda Summers
- 1976 : Les Rues de San Francisco (The Streets of San Francisco)
  - Saison 5, épisodes 1 et 2 Les Assassins, 1re et 2e parties (The Thrill Killers, Parts I & II) de Virgil W. Vogel : A. Chamberlain
- 1977 : Kojak, première série
  - Saison 5, épisode 1 La Chute d'un caïd (The Queen of Hearts Is Wild) de Leo Penn : Janet Carlisle
- 1984-1985 : Santa Barbara
  - Saison 1, 24 épisodes : Ginger Jones
- 1985 : Capitaine Furillo (Hill Street Blues)
  - Saison 5, épisode 15 D'une pierre deux coups (Davenport in a Storm) de Gabrielle Beaumont : Mme Eagletown
- 1986 : Hôpital St Elsewhere (St. Elsewhere)
  - Saison 4, épisode 21 Cheek to Cheek : Sylvia
- 1987 : Uncle Tom's Cabin de Stan Lathan (téléfilm) : Cassy
- 1987 : Les Craquantes (The Golden Girls)
  - Saison 3, épisode 4 Coquin de sort (The Housekeeper) : Marguerite Brown
- 1989 : Mission impossible, 20 ans après (Mission : Impossible), seconde série
  - Saison 1, épisode 19 Le Bayou (Bayou) de Don Chaffey : Pepper Leveau